# N-Gage
O Nokia N-Gage foi o primeiro híbrido entre smartphone e console, lançado pela Nokia. Lançado em 2003, o N-Gage desembarcou no Brasil pelo preço de R$1.700,00 e $300,00 no exterior. Suas medidas são de 13,37cm de largura por 6,97 cm de altura e 2,02 cm de espessura, pesando apenas 137g (incluindo a bateria). Já o N-Gage QD, lançado em 2004, tem 11,80 cm de largura por 6,80 cm de altura e 2,20 cm de espessura, pesando 143g.
Costuma-se dizer que é um Gameboy melhorado, entretanto ele possui mais capacidade de processamento e ainda um MP3 Player, um gravador, um rádio, um PDA, maneiras de receber e enviar e-mails e mensagens SMS, um navegador de Internet, pode usá-lo para IM, J2ME (máquina virtual Java) e ainda é um telefone celular padrão GSM.
O N-Gage possuía algo que poucos possuiam, uma tela de 3,50 cm x 4,00 cm. Esta tela era consideradavelmente grande para um celular. Um ponto fraco era a pouca quantidade de memória disponível para se instalar e desenvolver aplicativos, para isso era necessário se adicionar um cartão de memória no padrão MMC. Ele emergiu como um ótimo aparelho para desenvolvedores de software, pois tornava fácil o manuseio (instalação, uso e desinstalação) de aplicativos Java.

## N-Gage QD

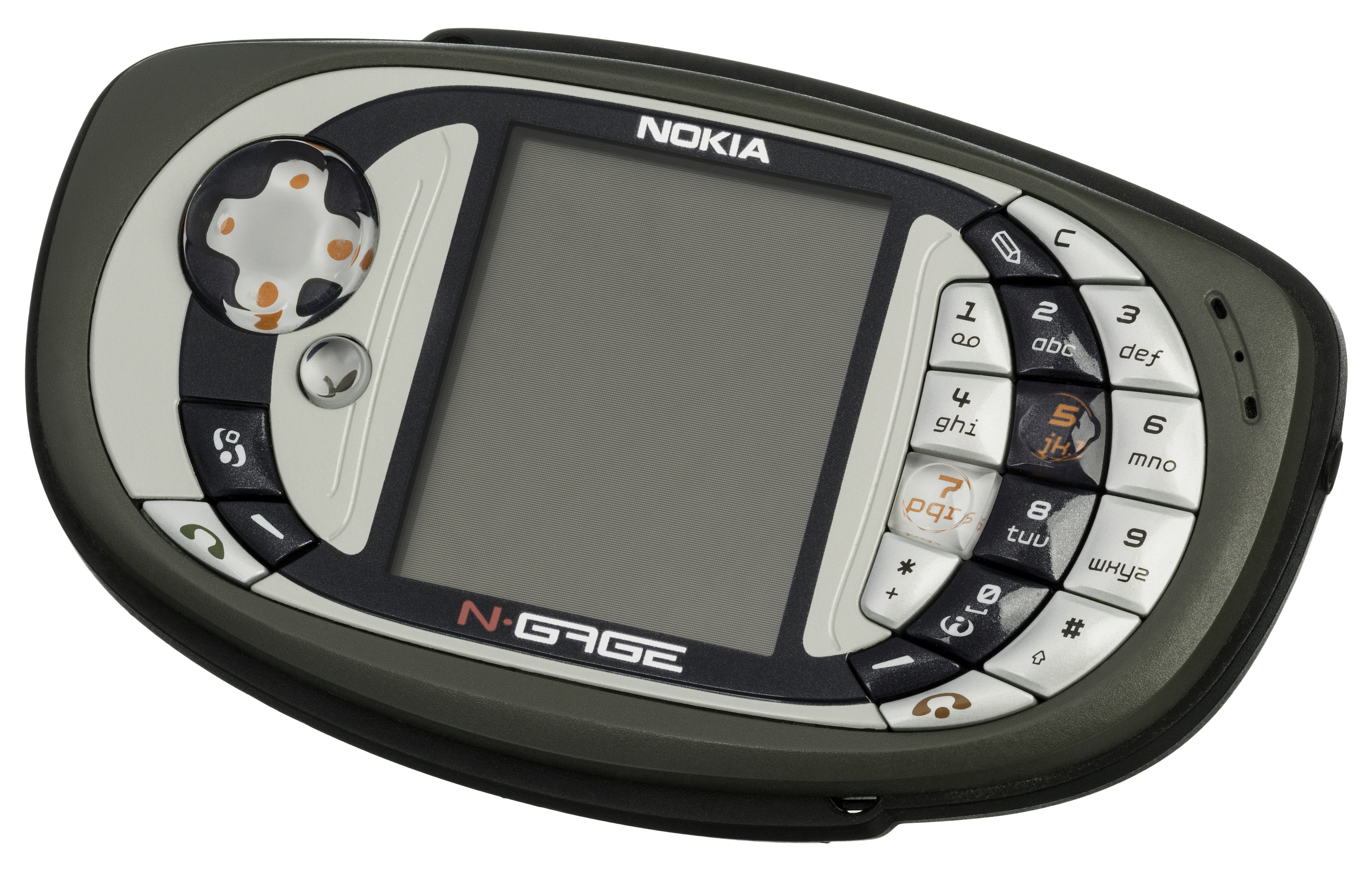
N-Gage QD, o segundo modelo.

Lançado em 26 de maio de 2004, o N-Gage QD foi o segundo modelo do smartphone, com melhorias no design, algumas funções também foram retiradas para diminuir os custos como rádio FM e conexão USB (substituída por Bluetooth).

## Jogos Lançados
No curto período em que o N-Gage e N-Gage QD foram comercializados pela Nokia, foram lançados 64 títulos (jogos) para este console-celular. Com apoio de produtoras, a exemplo da Activision, Hudson Soft, Capcom, Atari, Gameloft, Codemasters, Vivendi Universal, Electronic Arts, THQ Wireless, Eidos Interactive, Sega, Taito, entre outras, incluindo a própria Nokia, o N-Gage teve os seguintes jogos:
1. Alien Front 2
2. Ashen
3. Asphalt Urban GT
4. Asphalt Urban GT 2
5. Atari Masterpieces vol. 1
6. Atari Masterpieces vol. 2
7. Bomberman
8. Call of Duty
9. Catan
10. Civilization
11. Colin Mcrae Rally 2005
12. Crash Nitro Kart
13. Fifa 2004
14. Fifa 2005
15. Freestyle 3
16. Glimmerati
17. High Seize
18. King of Fighters Extreme
19. Marcel Desailly Pro Soccer
20. Mile High Pinball
21. MLB Slan
22. Moto GP
23. NCAA Football 2004
24. One
25. Operation Shadow
26. Pandemonium
27. Pathway to Glory
28. Pathway to Glory Ikusa Islands
29. Payload 1
30. Pool Friction 3
31. Pocket Kingdom
32. Puyo Pop
33. Puzzle Bobble
34. Rayman 3
35. Red Faction
36. Requiem of Hell
37. Rifts: Promise of Power
38. Sega Rally 2
39. Snakes 1
40. Snowboard 3
41. Sonic N
42. Space Impact Evolution X 3
43. Spider-Man 2
44. SSX: out of bounds
45. Super Monkey Ball
46. System Rush
47. Taito Memories 2
48. The Elder Scrolls Travels: Shadowkey
49. The Roots: Gates of Chaos
50. The Sims Bustin' Out
51. Tiger Woods PGA Tour 2004
52. Tom Clancy's Ghost Recon: Jungle Storn
53. Tom Clancy's Splinter Cell Chaos Theory
54. Tom Clancy's Splinter Cell: Team Stealth Action
55. Tomb Raider
56. Tony Hawk's Pro Skater
57. Virtua Cop 2
58. Virtua Tennis
59. Warhammer 40.000
60. Worms World Party
61. WWE Aftershock
62. Xanadu Next
63. X-Men Legends
64. X-Men Legends 2: Rise of Apocalypse

- 1Jogos lançados apenas para download (sem caixa, manual, etc...)
- 2Jogos raros de pouca comercialização
- 3Jogos que acompanhavam alguns consoles N-Gage e N-Gage QD